# 科尔贝格级小巡洋舰
科尔贝格级小巡洋舰（德語：Kolberg-Klasse）是由德意志帝国海军于1906年7月设计、作为德累斯顿级继任者的四艘小巡洋舰的船级。该船级由首舰科尔贝格号、美因茨号、科隆号和奥格斯堡号所共同组成。这些舰只建于1908年至1910年间，其中科尔贝格号和奥格斯堡号还于1916年至1917年间进行了现代化改造。它们均装备有十二门105毫米45倍径速射炮作为主舰炮，设计时速为25.5节。入役后，同级的前三艘舰是被分配至公海舰队的侦察部队，而奥格斯堡号则主要用作鱼雷及炮术教练船。
当战争于1914年8月爆发时，奥格斯堡号被部署至波罗的海，而科尔贝格号、美因茨号和科隆号仍留在北海。这三艘舰被委派前往黑尔戈兰湾执行巡逻任务；至1914年8月28日，它们于黑尔戈兰湾海战期间遭到袭击。美因茨号和科隆号都在战斗中沉没。1915年1月，科尔贝格号在多格滩海战期间有所行动，其后又与奥格斯堡号一起参加了1915年8月的里加湾海战。两艘舰只同样出席了1917年10月的阿尔比恩行动。它们在战争中幸存了下来，其中科尔贝格号被割让予法国，由法国海军重命名为“科尔马号”并一直服役至1927年；奥格斯堡号则移交日本，然后作拆解出售。

## 设计

### 整体特征
科尔贝格级舰只的水线长度和全长分别为130（426英尺6英寸）和130.50（428英尺2英寸），有14（45英尺11英寸）的舷宽，以及5.45至5.73（17英尺11英寸至18英尺10英寸）的前吃水和5.27至5.56（17英尺3英寸至18英尺3英寸）的后吃水。它们的设计排水量为4,362公噸（4,293長噸），而在满载情况下，科尔贝格号的排水量为4,915公噸（4,837長噸）、美因茨号为4,889公噸（4,812長噸）、科隆号为4,864公噸（4,787長噸）以及奥格斯堡号为4,882公噸（4,805長噸）。
船体采用纵横钢框架构造，并分为十三个水密舱室，其中包含一个占龙骨长度比重为50%的双层船底。这些舰只均为良好的远洋船具，但有严重的摇摆幅度并过于僵硬。它们的操纵性不佳，转弯半径大。转向是由单舵控制。舰只的横向稳心高度为0.83米（2英尺9英寸）。标准船员编制为18名军官和349名水兵。此外，它们还配备了一些小型舰载艇，其中包括1艘哨艇、1艘驳船、1艘独桅纵帆船、2艘高低桅帆船和2艘小划艇。

### 机械装置
科尔贝格级是德意志帝国海军首批整体搭载蒸汽轮机的军舰船级。为了测试竞争企业的发动机，全部四艘同级舰的推进系统都略有不同。柯尼斯堡号配备了两组梅尔默斯－普芬尼格蒸汽轮机，以驱动四个直径为2.25（7英尺5英寸）的三叶螺旋桨。美因茨号由两组AEG－柯蒂斯轮机提供动力，以驱动一对直径为3.45（11英尺4英寸）的三叶螺旋桨。科隆号最初采用策厘轮机，但在进行海上试航前，它们被替换为两组带有四个三叶螺旋桨的日耳曼尼亚轮机，螺旋桨的直径为2.25米。奥格斯堡号则搭载有两组帕森斯轮机及四个直径同为2.25米的三叶螺旋桨。四艘同级舰均配备了十五台船用式水管锅炉，在中心线上分为四个锅炉舱。1916年，科尔贝格号和奥格斯堡号还增配了辅助燃油，以提高燃煤锅炉的燃效效率；而美因茨号及科隆号当时则已经沉没。
这些舰只设计可输出19,000匹軸馬力（14,168千瓦特），仅发动机额定功率为20,200匹軸馬力（15,063千瓦特）的美因茨号除外。它们都由十五台燃煤船用式水管锅炉提供动力，锅炉再被集成至三座间隔均匀的烟囱之中。舰只的最高速度为25.5節（47.2每小時）；美因茨号则因更强劲的发动机而获得多半节的速度优势。然而，全部四艘舰在速度试验中均超过了这些数字，它们的实际速度可达26節（48每小時）以上。科尔贝格号可携带970公噸（950長噸）燃煤和115公噸（113長噸）燃油（1916年后），这使它能够以14節（26每小時）的速度续航3,250海里（6,020）；美因茨号可携带1,010公噸（990長噸）燃煤，在14节速度下可航行3,630海里（6,720）；科隆号的载煤量为960公噸（940長噸），巡航半径为3,500海里（6,500）；奥格斯堡号的巡航半径与科隆号相同，但载煤量仅为940公噸（930長噸）。

### 武器及装甲
科尔贝格级舰只配备有十二门单装105毫米45倍径速射炮。其中两门并排布置在艏艛前方，八门设于舰舯、每边各四门，以及两门并排布置在舰艉。对于科尔贝格号和奥格斯堡号，其105毫米炮在1916－1917年间被替换成六门150毫米45倍径速射炮。四艘同级舰还装备有四门52毫米55倍径速射炮，但它们在1918年由两对88毫米45倍径速射炮所取代（安装至仍幸存的舰只上）。此外，它们还标配搭载有两具450（17.7英寸）鱼雷管和五枚鱼雷，均浸没舷侧的船体内。两具500（19.7英寸）的甲板鱼雷发射器则于1918年被增设至科尔贝格号和奥格斯堡号。全部四艘舰也可携带100枚水雷。
科尔贝格级舰只的装甲由两个普通钢层和一个克虏伯钢层组成。其甲板厚度在舰艏达80（3.1英寸）、至艉部弱化为20（0.79英寸），用于保护轮机舱则有20（0.79英寸）厚。舰只烟囱的拦板厚度为100（3.9英寸）。司令塔的侧面也有100毫米厚、顶面为20毫米厚。主炮则受到厚度为50（2.0英寸）的炮挡保护。

## 建造
科尔贝格号是为替代老旧的通报舰狮鹫号而以“狮鹫替舰（Ersatz Greif）”为代号进行订购，并于1908年初在但泽的希肖船厂开始架设龙骨，工程编号为814。它于同年11月14日下水，之后展开舾装工作。至1910年6月21日，舰只正式投入公海舰队使用。从1916－1917年，科尔贝格号还在基尔的帝国船厂进行了改造。美因茨号是为替代通报舰狩猎号而以“狩猎替舰（Ersatz Jagd）”为代号订购，并于1907年在斯德丁的伏尔铿船厂开建，工程编号为288。它于1909年1月23日下水，至1909年10月1日投入使用。
科隆号是以“燕子替舰（Ersatz Schwalbe）”为代号进行订购，目的是要替代老旧的小巡洋舰燕子号。其龙骨于1908年在基尔的日耳曼尼亚船厂开始架设，工程编号为191。它于1909年6月5日下水，并在舾装工作结束后于1911年6月16日投入舰队使用。奥格斯堡号则是为替代无防护巡洋舰雀鹰号而以“雀鹰替舰（Ersatz Sperber）”为代号进行订购，并于1908年在基尔的帝国船厂开始架设龙骨，工程编号为34。舰只于1909年7月10日下水，至1910年10月1日投入使用。在1917－1917年间，它又重返基尔帝国船厂的船坞进行现代化改造。

### 同级舰
| 舰只       | 造船厂             | 命名来源 | 架设日期 | 下水日期       | 入役日期      | 结局                                  |
| ---------- | ------------------ | -------- | -------- | -------------- | ------------- | ------------------------------------- |
| 科尔贝格号 | 但泽希肖船厂       | 科尔贝格 | 1908年   | 1908年11月14日 | 1910年6月21日 | 1929年拆解报废                        |
| 美因茨号   | 斯德丁伏尔铿船厂   | 美因茨   | 1907年   | 1909年1月23日  | 1909年10月1日 | 1914年8月28日于黑尔戈兰湾海战期间沉没 |
| 科隆号     | 基尔日耳曼尼亚船厂 | 科隆     | 1908年   | 1909年6月5日   | 1911年6月16日 | 1914年8月28日于黑尔戈兰湾海战期间沉没 |
| 奥格斯堡号 | 基尔帝国船厂       | 奥格斯堡 | 1908年   | 1909年7月10日  | 1910年10月1日 | 1922年拆解报废                        |

## 服役历史

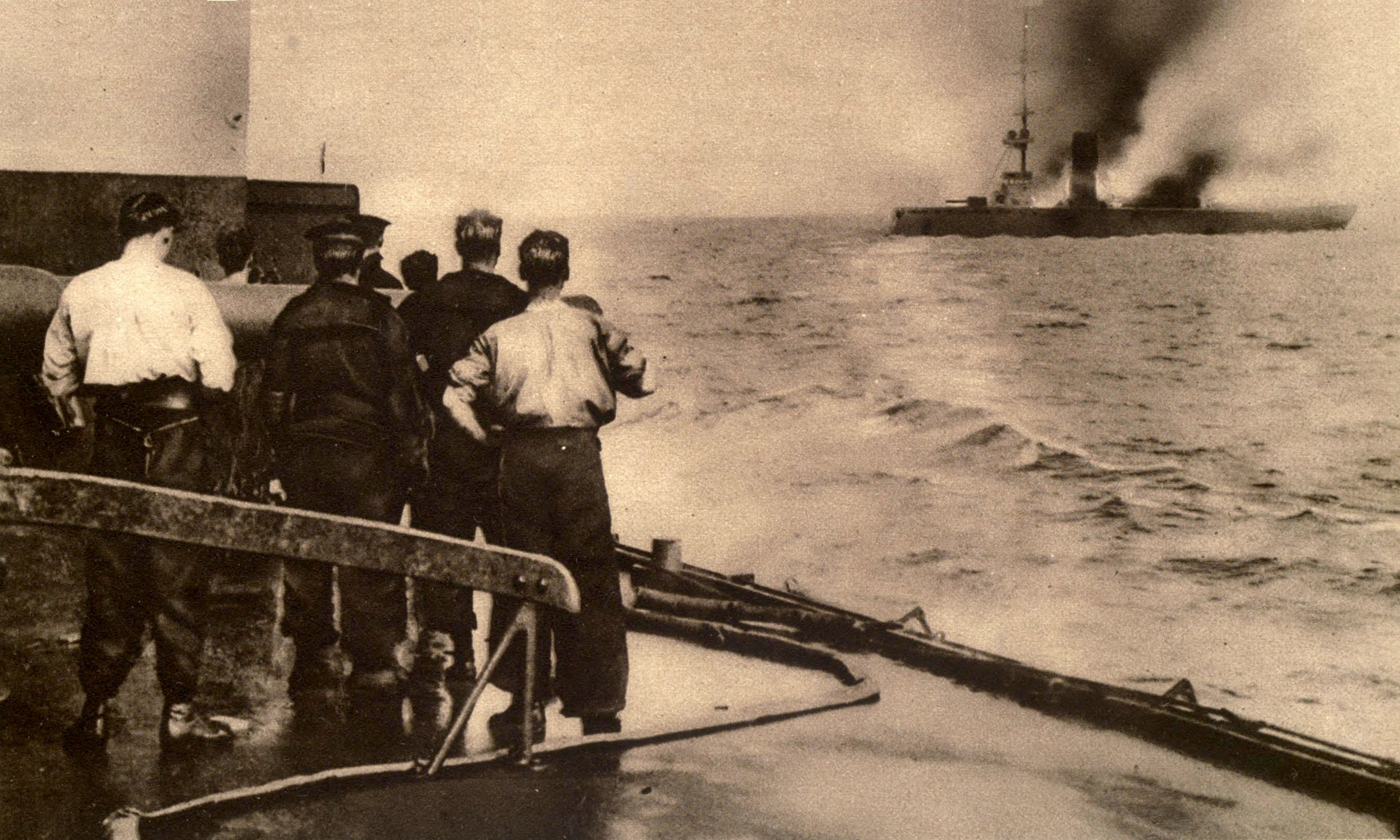
严重受损的美因茨号，在沉没前的一刻

入役后，科尔贝格号、美因茨号和科隆号都被分配至第二侦察集群，这是公海舰队的其中一支侦察部队，并由科隆号担任集群司令、海军少将莱贝雷希特·马斯的旗舰。奥格斯堡号则被用作鱼雷及炮术教练船。当第一次世界大战于1914年8月爆发时，第二侦察集群被部署至以黑尔戈兰岛为基地的巡逻线上值勤。与此同时，奥格斯堡号也被重新动员至现役，并派往波罗的海。在那里，它参加了8月2日针对俄国的行动，并见证了战争爆发后打响的第一枪。
8月28日早晨，英国的哈里奇部队在海军中将戴维·贝蒂所率领的第1战列巡洋分舰队支持下，闯入黑尔戈兰湾并袭击了第二侦察集群的巡逻编队。在混乱的行动中，美因茨号和科隆号分别遭敌对轻巡洋舰和战列巡洋舰击沉。美因茨号的大部分船员都被英国舰只救起，但科隆号却只有一名幸存者。科尔贝格号于袭击期间尚驻扎在港口，尽管它很快便出动前往支援受困的德国部队，但当抵达现场时，英国人已然离去。
科尔贝格号此后继续在北海的侦察部队服役，其中包括参与1914年12月突袭斯卡布罗、哈特尔浦及惠特比的行动——它当时在英国沿岸布设了一个雷区，以及1915年1月的多格滩海战。在多格滩，它打响了战斗的第一炮，并在与轻巡洋舰奥罗拉号的交锋中取得首次命中。与此同时，奥格斯堡号已在波罗的海执行了大量的任务；1915年6月，它参加了在芬兰湾进行的一项布雷作业，这一行动还导致德军损失了布雷巡洋舰信天翁号。
1915年8月，科尔贝格号在里加湾海战期间与身处波罗的海的姊妹舰会合。行动中，科尔贝格号与战列巡洋舰冯·德·坦恩号负责炮击乌特岛的俄军阵地，而奥格斯堡号则与战列舰波森号驶入海湾，并在那里击沉了一艘俄国炮艇，以及击损另一艘。至8月19日，协约国潜艇在该地区出没的报告迫使德国人撤退。奥格斯堡号于1916年末还参加了另一次试图强攻海湾的行动，但以失败告终。1917年10月，两艘姊妹舰都出现在阿尔比恩行动中，这是针对里加湾的又一次大规模袭击。两艘舰只执行了各种任务，包括扫雷、以及在摧毁俄国设于湾区的反对力量时，为战列舰国王号和王储号提供屏护。来自科尔贝格号的水兵还登上了其中一座岛屿，并摧毁了俄国的一个炮台。
科尔贝格号和奥格斯堡号都在战争中幸存了下来。战争结束后，根据《凡尔赛条约》的规定，这些舰只将作为战利舰被授予战胜国。科尔贝格号被划归法国，并在重命名为“科尔马号（Colmar）”后加入法国海军服役。奥格斯堡号移交日本支配；但由于对日本人无用，他们遂将舰只售予拆船商。科尔马号于1924年在亚洲进行了一次殖民地值勤，它参加了一项多国行动，以保护上海的外国侨民免受当时中国内乱的影响。它随后于1927年除籍，并在法国的布雷斯特拆解报废。

## 延伸阅读
- Gerhard Koop/Klaus-Peter Schmolke, Kleine Kreuzer 1903–1918, Bremen bis Cöln-Klasse, Band 12 Schiffsklassen und Schiffstypen der deutschen Marine, Bernard & Graefe Verlag München, 2004, ISBN 3-7637-6252-3